# Cristóvão Ferreira
Cristóvão Ferreira (Torres Vedras, 1580 - Nagasaki, 4 november 1650) was een Portugese jezuïet die de meest controversiële apostaat werd in de geschiedenis van de orde. Van 1609 tot 1633 was hij werkzaam bij missie van de jezuïeten in Japan. Vanaf 1614 was de uitoefening van het christendom in Japan verboden en daar nog aanwezige missionarissen konden alleen nog ondergronds werken. Ferreira was vanaf 1625 feitelijk de leidinggevende van de nog in Japan aanwezige missionarissen. Ferreira werd in 1633 gearresteerd. Na een foltering deed hij formeel afstand van het christelijk geloof. Zijn apostasie had in katholieke kringen in Europa een grote schok tot gevolg. Die werd nog groter toen duidelijk werd, dat Ferreira ook voor de Japanse inquisitie ging werken. 

## Jeugd en opleiding
Van de eerste zestien jaar van leven is niets bekend. Ook van het gezin waarin hij opgroeide is niets meer bekend dan alleen de namen van zijn ouders. Eind 1596 sloot hij zich in Coimbra aan bij de Sociëteit van Jezus. De eerste twee jaar van zijn periode als novice bracht hij door in Campolide. Hij had toen al de wens als missionaris uitgezonden te worden naar Azië. In 1598 begon hij een studie aan de universiteit van Coimbra. Hij kreeg echter snel een gelegenheid om uitgezonden te worden. Hij brak zijn studie af en vertrok in 1600 naar de Portugese enclave Macau. Hij hervatte zijn studie aan het kort daarvoor door Alessandro Valignano gestichte St-Paulus college. Hij vervolgde met een studie theologie van vier jaar. In 1608 werd hij tot priester gewijd en het volgende jaar vertrok hij naar Japan. Aan het ook door Alessandro Valignano gestichte seminarie in Arima studeerde hij Japans. De situatie voor missionarissen begon dat jaar al bedreigend te worden en zij werden gedwongen dit in 1612  te verlaten.

## Achtergrond
De missie in Japan was begonnen in het kielzog van de aankomst van de eerste Portugese schepen in Japan in 1543. In 1549 arriveerde Franciscus Xaverius als eerste missionaris in Kagoshima op het eiland Kyushu. Xaverius en zijn opvolgers wisten in enkele decennia een spectaculair groot aantal bekeringen te maken. Rond 1600 zou er sprake zijn van ruim 230.000 Japanse christenen. Begin zeventiende eeuw werd de missie van de jezuïeten in Japan ook gezien als de belangrijkste en meest prestigieuze onderneming van de orde. Tot eind zestiende eeuw waren de jezuïeten de enige religieuze orde die in Japan aanwezig was. In die periode werd het in Spaans bezit zijnde Manilla op de Filipijnen een centrum voor de trans-Pacifische handel. Als gevolg daarvan werd ook Japan steeds meer een bestemming voor Spaanse schepen. In het kielzog daarvan werd de aankomst in Japan van franciscanen en dominicanen onontkoombaar. Met name die verovering van de Filipijnen werd door een aantal Japanners gezien als een signaal dat verovering en missie onlosmakelijk met elkaar verbonden waren. Omstreeks 1600 vonden al de eerste vervolgingen plaats. In 1614 werd de uitoefening van het christendom in Japan verboden en kregen de missionarissen opdracht het land te verlaten. Er waren toen ongeveer 150 Europese missionarissen in het land, waarvan het grootste deel nog steeds jezuïeten. Een aanzienlijk deel koos ervoor toch in het land te blijven en nieuwe missionarissen slaagden er soms in het land weer binnen te komen. Portugese schepen konden  tot 1639 in Japanse havens handel drijven.

## Werkzaamheden tot 1633

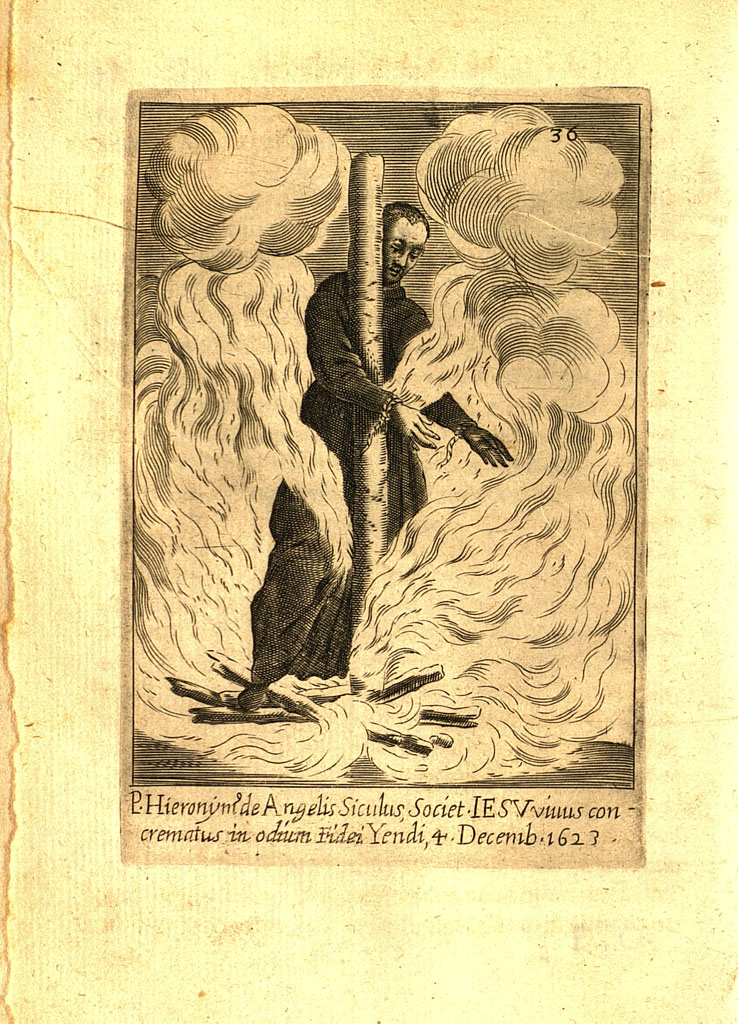
Jerome de Angelis was een van missionarissen, omgebracht bij het audafe van Edo in 1623

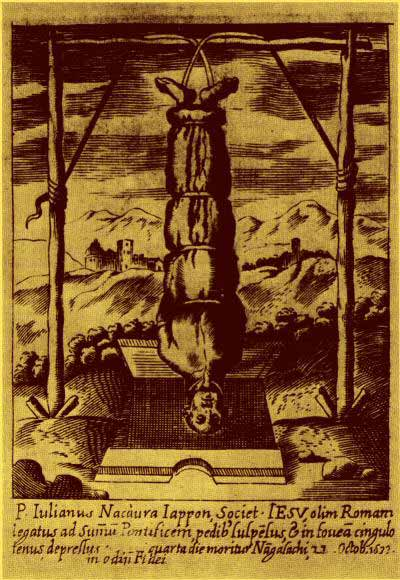
Julian Nakaura in de put. Nakaura werd op hetzelfde tijdstip en op dezelfde plaats als Ferreira gemarteld

Vanaf 1617 was Ferreira de secretaris van de nog aanwezige provinciaal van de orde in Japan. Vanaf 1621 verbleef hij vier jaar in de omgeving van Osaka. In 1623 werd Tokugawa Iemitsu de derde shogun van het Tokugawa-shogunaat. Vanaf dat moment was het Japanse overheidsbeleid gericht op de vernietiging van het christendom in het land. In de eerste maanden van zijn bewind werden honderden Japanse christenen en een aantal missionarissen omgebracht. Daaronder was het grote autodafe van Edo, het huidige Tokyo, waar op een dag vijftig missionarissen en Japanse christenen op de brandstapel gezet werden. 
Ferreira, die nu helemaal ondergronds moest werken, verzamelde verslagen van ooggetuigen en schreef het verslag. Vanaf dat jaar zouden ook de jaarlijkse rapporten over de missie door hem geschreven worden en via zijn ondergronds opererende netwerk en uiteindelijk Portugese handelaren  het land uit gesmokkeld worden. In 1632 wist hij André Palmeiro, de in Macau residerende   visitator  (inspecteur) van de provincie Japan en de viceprovincie China van de jezuïeten, te informeren over het plan om lepralijders vanuit Japanse steden naar Manilla te zenden als test voor de christelijke barmhartigheid. Een plan dat ook voor een deel werd uitgevoerd.
André Palmeiro zond regelmatig geld, die via dat netwerk door Ferreira verdeeld werd ter ondersteuning aan de nog aanwezige missionarissen. In Rome, maar vooral in Azië had Ferreira een heroïsche status gekregen. In 1632 werd Ferreira door Pereira ook in formele zin benoemd tot provinciaal van de orde in Japan.

## Marteling en apostasie
In 1633 werd Ferreira gearresteerd. Het bericht van zijn arrestatie bereikte Macau via Sebastião Veira, naast Ferreira de enige in Japan aanwezige missionaris die daar al actief was voor 1614. In oktober van dat jaar werd Ferreira in Nagasaki samen met drie andere Europese missionarissen en vier Japanse christenen gemarteld. Onder hen Julian Nakaura, een edelman die deel had uitgemaakt van de eerste formele Japanse legatie die tussen 1582 en 1590 in  Europa verbleef. Er was kort daarvoor een nieuwe methode van marteling geïntroduceerd. De Japanse naam was  ana-tsurushi (hangen in de put). De gemartelde werd met het hoofd naar beneden en met de armen op de rug gebonden neergelaten in een put. Om te voorkomen dat door de toevoer van bloed naar het hoofd men snel het bewustzijn zou verliezen, werden incisies aan de slapen gemaakt. De methode werd uitsluitend toegepast op christenen en was bedoeld om die tot apostasie te brengen. Indien dat niet gebeurde, liet men de persoon hangen tot de dood volgde. Indien dit te lang duurde werd de persoon onthoofd.  De bemanning van een Portugees schip had vanaf de boot een deel van de martelingen kunnen volgen en berichtte in Macau over de martelaarsdood van Ferreira.
In werkelijkheid had Ferreira na vijf uur in de put aangegeven afstand te willen doen van het christendom. De overige zeven gemartelden verkozen de dood. Vanaf medio 1634 begonnen de eerste geruchten in Macau te circuleren dat Ferreira een apostaat was geworden. Die verhalen werden aanvankelijk niet geloofd en daarna onderdrukt. In de loop van 1635 kwam de apostasie echter vast te staan. Portugese handelaren waren erin geslaagd Ferreira te bezoeken, die dit bevestigde. Het was voor de orde een enorme schok en immens gezichtsverlies dat iemand die kort daarvoor een heroïsche status had er niet voor gekozen had de martelaarsdood te sterven.

## In dienst van de overheid en in Nederlandse bronnen
Ferreira kreeg een woning in Nagasaki en werd verplicht samen te gaan wonen met een Japanse weduwe van een geëxecuteerde Chinese crimineel. Het verplicht moeten samen wonen met een vrouw was standaard in het Japanse beleid ten aanzien van missionarissen die apostaat geworden waren. Het droeg bij tot verdere vernedering en ondermijning van de eigen identiteit. Er werd aangenomen, dat de belofte tot celibaat niet gehandhaafd zou worden. In Japanse bronnen van die periode is bij Ferreira sprake van een zoon en twee dochters, maar het is onduidelijk of deze voortgekomen zijn uit deze relatie. Hij nam de Japanse naam Sawano Chūan aan. Ferreira kreeg een toelage voor zijn levensonderhoud. Hij vertaalde Spaanse en Portugese documenten. Vanaf 1641 functioneerde hij ook regelmatig als vertaler bij contacten met de Nederlandse factorij op Deshima. Willem Verstegen, een van de opperhoofden, noemt hem enkele keren in zijn dagboeken. In de journaals van de factorij wordt ook meerdere malen melding gemaakt van een bezoek van Ferreira, waarin hij om medisch advies vraagt. In een van de aantekeningen wordt zijn aanwezigheid beschreven bij de medische behandeling op de factorij van een hooggeplaatste Japanse functionaris.
Vertaalwerkzaamheden werden ook door andere missionarissen die apostaat geworden waren verricht, maar de betrokkenheid van Ferreira ging duidelijk verder. In het journaal van de Nederlandse factorij staat onder 17 maart 1643 de mededeling dat Ferreira verzocht had om stoffelijke overschotten van missionarissen uit de periode rond 1620 te verkrijgen teneinde die in zee te gooien. Aan hem wordt het idee toegeschreven om Japanse christenen hun apostasie te laten bevestigen in een eed, die schriftelijk vastgelegd werd. Die werd mede ondertekend door inquisiteurs. Er is een bewaard gebleven document met de handtekening van Ferreira.
Ferreira was niet in staat Japans te schrijven. De tekst van twee werken is echter van hem afkomstig. Het eerste is de met hulp van een schrijver gemaakte Japanse vertaling van een aantal commentaren op de De sphaera mundi van Johannes de Sacrobosco, een werk dat over astronomie handelt. Het tweede is de  Kengi-roku  (De openbaarmaking van onwaarheden ). Het kan gezien worden als een apologie van Ferreira voor zijn apostasie. In de inleiding staat: 
  Nu ik het leven in Japan gezien heb en onderricht ben in confucianisme, boeddhisme en taoïsme (hier wordt waarschijnlijk shintoïsme bedoeld) en een klein deel van de waarheid daarvan geleidelijk begrepen heb, berouw ik mijn fouten en heb illusies opgegeven. Ik heb eindelijk het christelijk geloof verlaten en de doctrine van de Boeddha geaccepteerd. Dus, niet om het christelijk geloof te rechtvaardigen, maar juist om de onwaarheid ervan aan de kaak te stellen, schrijf ik dit op met het doel  anderen te waarschuwen voor de kwade doctrine van het christendom 

### Ferreira, de Rubino-groep en de Breskens-affaire
De apostasie van Ferreira en het feit dat hij voor de Japanse inquisitie werkte had een golf van ontzetting en vooral schaamte in de orde van de jezuïeten tot gevolg. Honderden jezuïeten meldden zich aan om naar Japan te reizen, Ferreira te bewegen op zijn besluit terug te komen en in zijn plaats als martelaar te sterven. Pogingen om een dergelijke reis vanuit Macau te ondernemen werden door Manuel Dias, als   visitator   de opvolger van Andre Palmeiro, verboden. Er zijn zes pogingen vanuit Manilla bekend, die hebben geleid tot een aankomst in Japan van groepen jezuïeten met dat doel. In alle gevallen werden de priesters snel na aankomst gearresteerd en dat leidde of tot de dood of tot eveneens apostasie. De bekendste van de pogingen is die van de zogenaamde twee Rubino-groepen. 
Giovanni Antonio Rubino was in 1639 Dias als visitator opgevolgd. Rubino was juist een groot voorstander van dit soort pogingen. Hij gaf zijn functie op en vertrok naar Manilla. Rubino verzamelde in Manilla een groep van negen Europese missionarissen en tien Japanse catecheten. Om het risico van spoedige arrestatie te verkleinen werd de expeditie in twee groepen gesplitst. De eerste groep van vijf Europese missionarissen, onder wie Rubino, en vijf catecheten landde in 1642 en werd na twee weken gearresteerd. In Europese bronnen kiezen allen voor de martelaarsdood. In Japanse bronnen worden twee Europese missionarissen genoemd die afstand namen van het christendom en dus ook apostaat werden. In die bronnen worden ook de jaren van overlijden van die twee gegeven die decennia later zijn dan 1642. Die gebeurtenis weerhield de tweede groep er niet van een poging in 1643 te ondernemen. Deze groep werd vrijwel onmiddellijk na aankomst gearresteerd.
In dezelfde maand was het VOC-schip   Breskens van kapitein Hendrick Cornelisz Schaep door mist uit koers geraakt. Er was dringend behoefte aan proviand en het schip legde aan in een baai in het noorden van Japan. Uiteindelijk werd een deel van de bemanning onder wie de kapitein in een val gelokt en gevangen genomen. Zij werden naar Edo gebracht en daar ondervraagd.  De Japanse autoriteiten wensten vast te stellen of er wel of niet een verband met de aankomst van de tweede Rubino-groep was. Ferreira werd naar Edo ontboden en was de tolk tijdens de ondervragingen. De Japanse ondervragers waren snel tot de conclusie gekomen dat dit verband er niet kon zijn, maar rekten het verblijf van de Nederlandse bemanning om gezichtsverlies te voorkomen. Alle leden van de bemanning werden gedwongen aanwezig te zijn bij de foltering van de jezuïeten van deze Rubino-groep, die hierbij alle vier afstand deden van het christendom en dus eveneens apostaat werden.

## Na het overlijden van Ferreira

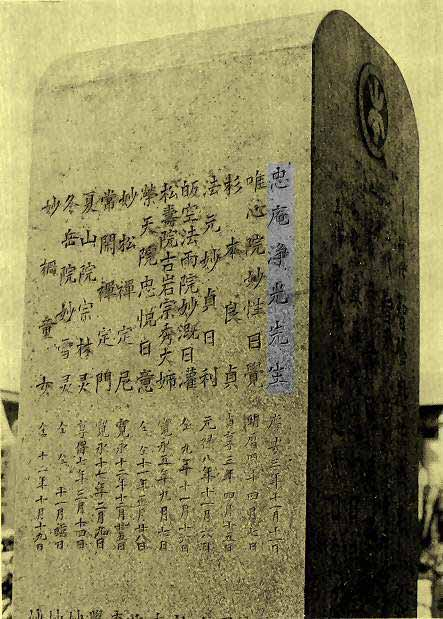
Grafsteen van de Sugimoto-familie waar Ferreira deel van uitmaakte op de begraafplaats van de Zuirinji-tempel. De Japanse naam voor Ferreira is aan de rechterkant

In 1652 meldde een Japanse handelaar in Tonkin, het huidige Hanoi, het overlijden van Ferreira. De man voegde eraan toe, dat Ferreira zich kort voor zijn overlijden opnieuw bekeerd zou hebben tot het christendom. Als gevolg daarvan zou hij opnieuw gefolterd zijn met het ophangen in de put en daaraan bezweken zijn. Dat nieuws was een sensatie in katholiek Europa en werd in de jaren daarna gevolgd door het ontstaan van veel wonderbaarlijke verhalen en legendes. Het jaar van 1652 werd lang gehandhaafd als het jaar van zijn overlijden.
Japanse bronnen van die periode melden zijn overlijden op 4 november 1650. Ferreira werd ook begraven op een boeddhistische begraafplaats. In die bronnen is niets aanwezig over een nieuwe bekering tot het christendom of nieuwe foltering. Het journaal van de Nederlandse factorij op Deshima heeft zonder enig verder commentaar onder 6 november 1650 de aantekening   Gisteren vernamen wij van het overlijden van de apostaat jezuïet Chūan; hij heeft hier veertig jaar gewoond .
De laatste jezuïet die een poging zou wagen Japan illegaal binnen te komen was Giovanni Battista Sidotti in 1708.

## In literatuur en film
De apostasie van Ferreira en pogingen van andere jezuïeten hem daarop terug te laten komen is meerdere malen het thema geweest van romans. Yoshirō Nagayo schreef in 1959  Seido no Kirisuto  ( De bronzen Christus). In 1966 verscheen de met de Tanizakiprijs bekroonde roman Chinmoku van Shusaku Endo die in het Nederlands vertaald is als  Stilte. Op basis van dit boek verscheen in 1971 een door Masahiro Shinoda geregisseerde gelijknamige film. Na jaren van voorbereiding heeft Martin Scorsese in december 2016 een nieuwe verfilming van  Stilte  uitgebracht.
- Bibsys: 90619460
- Bibliothèque nationale de France: cb13524212c (data)
- CiNii: DA04430861
- Gemeinsame Normdatei: 100317804
- International Standard Name Identifier: 0000 0000 5959 3737
- Library of Congress Control Number: n00064243
- Bibliotheek van het Japanse parlement: 00439424
- Nationale Bibliotheek van Israël: 987007283569805171
- Nederlandse Thesaurus van Auteursnamen: 080581404
- Réseau des bibliothèques de Suisse occidentale: 02-A023859992
- Système universitaire de documentation: 050313673
- Virtual International Authority File: 56955277
- WorldCat: E39PBJdCprDBmMFkXXkRfKQ8YP